# Alekseyev I-212
O Alekseyev I-212 foi um projeto de um caça bimotor projetado na União Soviética em 1947 na OKB-21. Era uma versão de dois assentos do I-21 (Istrebitel' - Caça) projetado em resposta ao requerimento para um caça de longo alcance emitido pela Força Aérea Soviética em 1946. Projetado como um caça de escolta e interceptor, também foi desenhado para uso como caça noturno e avião de reconhecimento. Nenhum protótipo foi construído, apesar de algumas partes terem sido fabricadas antes do projeto estar completo.

## Projeto
Após trabalhar como braço direito de Lavochkin durante a Segunda Guerra Mundial, Semyon Alekseyev foi designado chefe do OKB-21 em Gor'kiy em 1946. O Conselho do Comissariado do Povo solicitou que Alekseyev, dentre outros, a desenvolver aviões de caça utilizando os motores mais fortes que os capturados em exemplos alemães e cópias soviéticas construídas. A OKB deveria projetar um caça de assento único que pudesse atingir a especificação de uma velocidade máxima de 980 km/h e um alcance de 3.000 km, com tanques externos. A OKB respondeu com o I-21 que era planejado para ser construído em diversas versões.
O desenvolvimento do I-212, uma dessas versões, iniciou-se em 1947 como um caça bimotor, construído de metal para dois tripulantes. A fuselagem circular foi melhorada para reduzir o arrasto e armazenar a quantidade considerável de equipamento e combustível requerida pela Força Aérea. Possuía asas médias de fluxo laminar e as naceles dos motores eram montadas no meio da asa, com a longarina sendo continuadas com anéis em volta dos motores. A cauda cruciforme possuía uma angulação de 45º. Afim de diminuir o peso, as estruturas principais da fuselagem eram constrúidos da liga de alumínio V-95 e aço de alta resistência. O Elektron (uma liga de magnésio) era utilizada em muitos outros componentes. A aeronave possuía um trem de pouso triciclo com as rodas principais sendo retráteis para dentro da fuselagem. Freios aerodinâmicos atuados hidraulicamente eram instalados em cada lado da parte traseira da fuselagem.
O piloto e o atirador/operador de rádio sentavam em tandem, um de costas para o outro em uma única cabine pressurizada, protegida por placas de blindagem na frente e atrás, além de um para-brisa blindado, sentados em assentos ejetores. A aeronave utilizaria inicialmente os motores Klimov VK-1, um derivado do Rolls-Royce Nene II, mas o motor ainda estava em desenvolvimento, de forma que o motor mais fraco Kuznetsov RD-45 o substituiu. A aeronave possuía um radar Toryii-1 para ser utilizado pelo atirador/operador de rádio.
O armamento primário seria composto de quatro canhões automáticos de 23 mm Nudel'man Suranov NS-23 montados no nariz, cada um com 150 cartuchos por arma, e uma barbeta na cauda controlada remotamente, armada com um par de canhões automáticos de 20 mm Berezin B-20 também equipados com 150 cartuchos. A equipe do projeto considerou várias variantes, sendo a primeira delas a utilização de duas Nudel'man Suranov NS-23 com 150 cartuchos cada e um canhão automático de 45 mm Nudel'man Suranov NS-45 com 45 cartuchos no nariz da aeronave e um par de NS-23 na barbeta da cauda. A segunda alternativa consistia de dois canhões de 37 mm Nudel'man Suranov NS-37 e um de 57 mm Nudel'man Suranov NS-57 no nariz. Um único pilone sob cada asa podia carregar uma única bomba de 500 kg ou um tanque de combustível externo com 550 kg.
Apesar de haverem relatórios de um protótipo ter realizado testes de taxi no dia 30 de Junho de 1948, fica claro agora de que nenhum protótipo foi realmente construído e apenas a construção de parte da cauda havia sido iniciada.

## Versões
- I-212: Versão inicial, não construída.[1]
- I-213: Versão mais pesada proposta com mais combustível e apenas dois canhões NS-23 na frente e um NS-23 na cauda.[1]
- I-214: Versão proposta com a cauda alterada, inserindo um radar e armamento na parte traseira.[3]
- UTI-212: Versão de treinamento proposta do I-212 com ambos os tripulantes voltados para frente.[1]